# New Jersey Devils
O New Jersey Devils é um time de hóquei no gelo que disputa a National Hockey League, a NHL. Fundado em 1974 como Kansas City Scouts, depois se relocou para Denver como o Colorado Rockies, para em 1982 se tornar o time atual, situado em Newark, Nova Jérsia. Seu nome evoca um críptido do estado, o Demônio de Jersey. O time já venceu a Copa Stanley três vezes, em 1995, 2000 e 2003. Foi para a final também em 2001 e 2012.

## Jogadores Importantes
Martin Brodeur, Jay Pandolfo, Zach Parise, Patrick Elias, Scott Niedermayer, Scott Stevens.
Aposentados: Scott Stevens, Ken Daneyko.

### Líderes em Pontos da Franquia
Esses são os dez maiores pontuadores da história do New Jersey Devils. Os números são atualizados ao final de cada temporada da NHL.
Note: GP = Jogos, G = Gols, A = Assistências, Pts = Pontos
| Player            | POS | GP  | G   | A   | Pts |
| ----------------- | --- | --- | --- | --- | --- |
| *Patrik Elias     | LW  | 997 | 348 | 502 | 850 |
| John MacLean      | RW  | 934 | 347 | 354 | 701 |
| Kirk Muller       | C   | 556 | 185 | 335 | 520 |
| Scott Niedermayer | D   | 892 | 112 | 364 | 476 |
| Aaron Broten      | C   | 641 | 162 | 307 | 469 |
| Bobby Holík       | C   | 724 | 198 | 265 | 463 |
| Scott Stevens     | D   | 956 | 93  | 337 | 430 |
| Bruce Driver      | D   | 702 | 83  | 316 | 399 |
| *Scott Gomez      | C   | 476 | 103 | 287 | 390 |
| Petr Sýkora       | RW  | 445 | 145 | 205 | 350 |